# Reid Hall
Reid Hall est un bâtiment situé au 4, rue de Chevreuse dans le 6e arrondissement de Paris qui héberge notamment le campus parisien de l'université Columbia.

## Histoire

### Pension Keller (1834-1892)
Le pédagogue protestant Jean-Jacques Keller fonde en 1834, au 4 rue de Chevreuse, la pension Keller, qui accueillit notamment André Gide comme élève en 1886-1887, et d'autres jeunes protestants, Louis Sautter, Edmond de Pressensé, William Waddington, Alfred André, Frédéric Bartholdi, et Conrad de Witt,.

### American Girls' Club à Paris (1892-1964)
Le site est racheté en 1892 par l'Américaine Elizabeth Mills Reid, philanthrope et fille du fondateur de la Bank of California, Darius O. Mills (en), dont le mari, Whitelaw Reid, est ambassadeur des États-Unis en France, pour y établir l'American Girls' Club à Paris (AGC), centre pour les artistes américaines en séjour. L'AGC ouvre en septembre 1893. Le bâtiment est renommé Reid Hall, au début du XXe siècle. Pendant la Première Guerre mondiale, il sert de clinique pour soldats blessés, puis est occupé par la Croix-Rouge américaine. 

### Université Columbia (depuis 1964)
En 1964, Reid Hall est légué à l’université Columbia. L'Institut d'études politiques de Paris loue des locaux sous la direction de Jacques Chapsal afin que des cours de l'IEP y soient donnés. Serge Hurtig négocie avec l'université Columbia et obtient que le Centre de recherches internationales de l'Institut d'études politiques de Paris s'installe à Reid Hall en 1975 ; il y demeure jusqu'au début des années 2000.
L'Association française des femmes diplômées des universités y a son siège depuis 1922,.

## Personnalités associées à Reid Hall
- Elizabeth Mills Reid, philanthrope américaine qui achète en 1892 l'immeuble.
- Dorothy Flagg Leet, directrice de 1927 à 1938, puis de 1946 à 1964[9],[10]
- Danielle Haase-Dubosc, directrice (1975-2010)[11]

## Galerie

Reid Hall
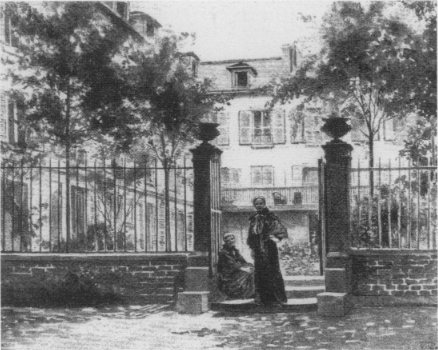
Jardin en 1894.
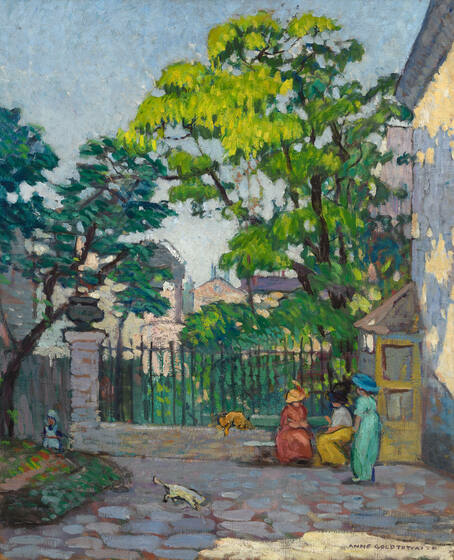
Vue extérieure en 1908.
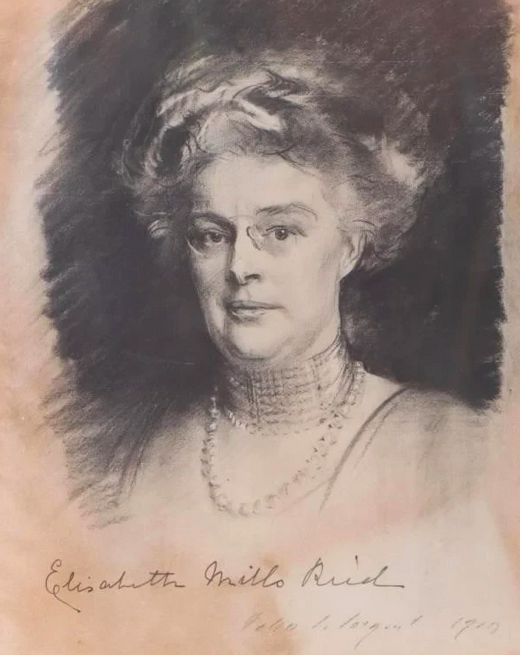
Portrait d'Elizabeth Mills Reid (1912)
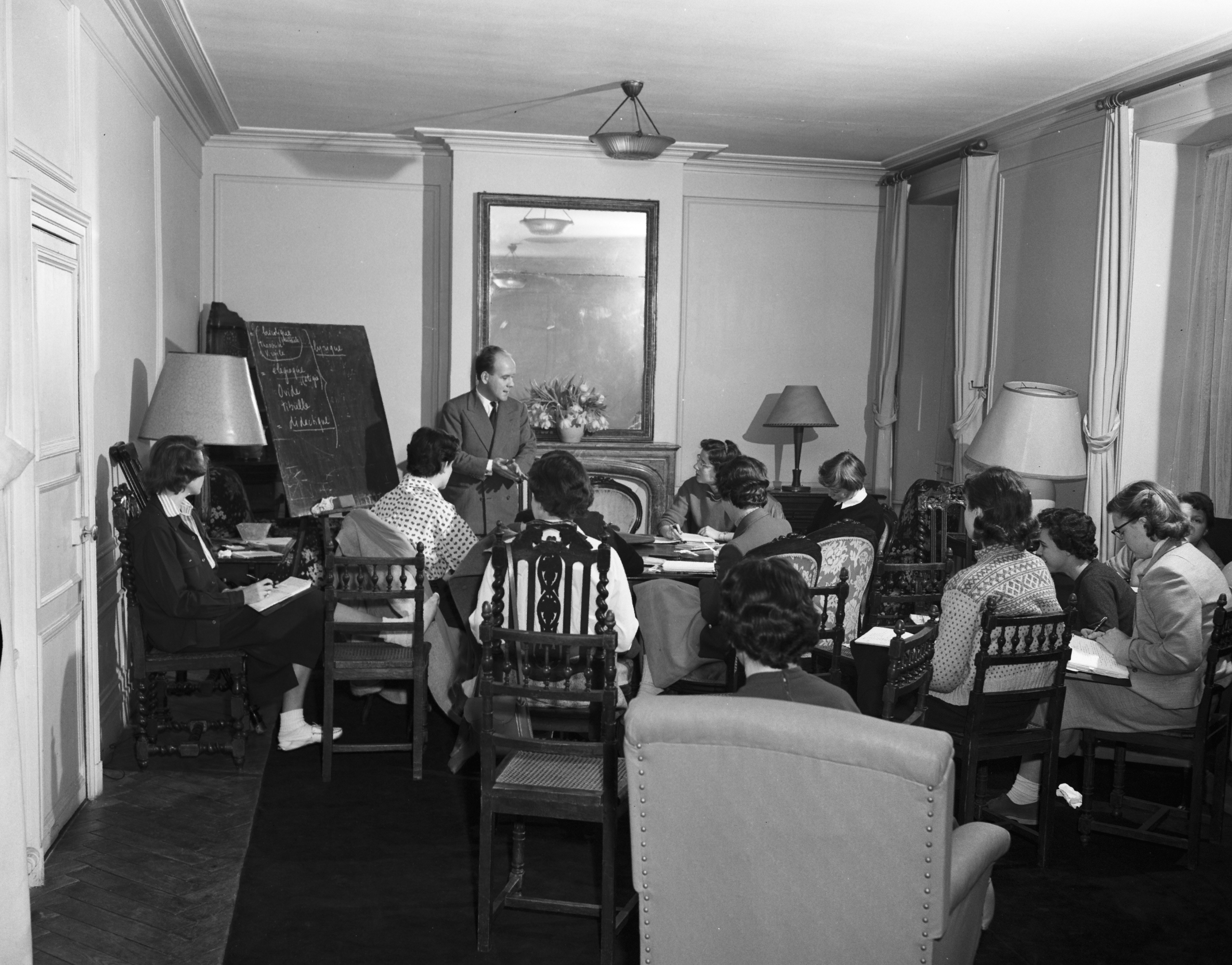
Cours en 1948.
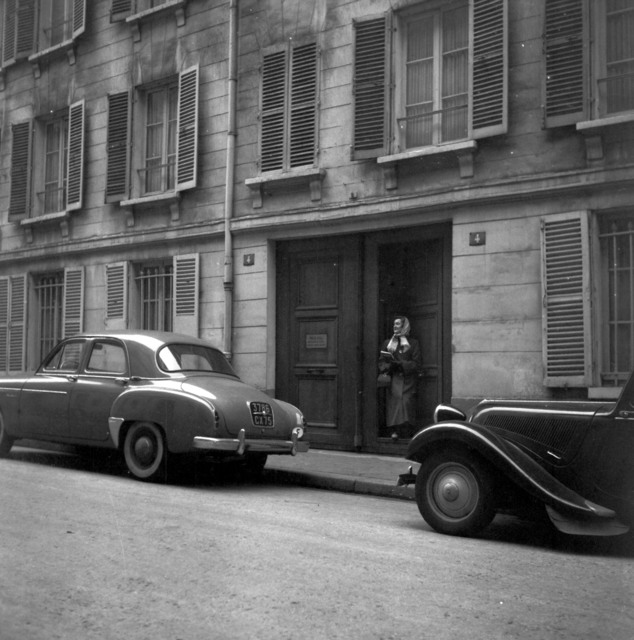
Entrée de Reid Hall.
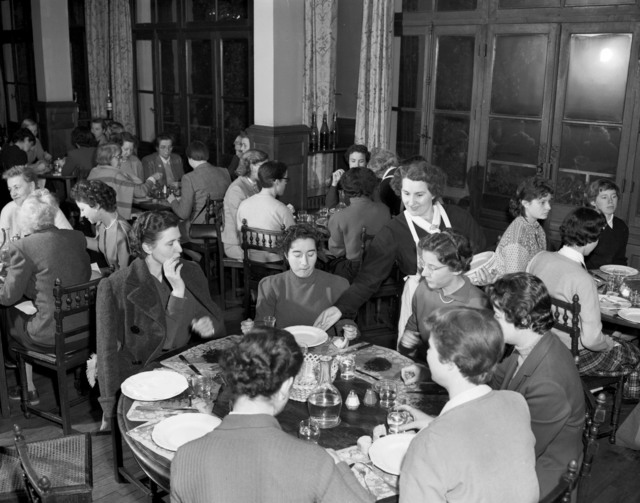
Déjeuner.